# آلمرت
آلمرت (به آلمانی: Almert) یک منطقهٔ مسکونی در آلمان است که در اشمالنبرگ واقع شده‌است. آلمرت ۱۴ نفر جمعیت دارد.